# Tamba reduplicalis
Tamba reduplicalis är en fjärilsart som beskrevs av Walker 1865. Tamba reduplicalis ingår i släktet Tamba
 och familjen nattflyn. Inga underarter finns listade i Catalogue of Life.